# Гестер Форд
Гестер Форд (англ. Hester Ford, при народженні Маккардел англ. McCardell; 15 серпня 1905, Ланкастер, Південна Кароліна, США — 17 квітня 2021) — американська супердовгожителька. З 23 листопада 2019 року (після смерті Алелії Мерфі) була найстарішою повністю верифікованою нині живою людиною в США. Її вік (115 років, 245 днів) підтверджено Групою геронтологічних досліджень.

## Життєпис
Гестер Маккардел народилася в місті Ланкастер, Південна Кароліна, США у сім'ї Пітера та Френсіс Маккардел. У дитинстві вона працювала на родинній фермі, де вона садила та збирала бавовну, орала поля і рубала дрова.
12 березня 1921 року у віці 15 років, вона вийшла заміж за Джона Форда. У шлюбі в них народилося 12 дітей (8 дівчаток і 4 хлопчиків).
У 1953 році Гестер переїхала в місто Шарлотт, Північна Кароліна, де пропрацювала понад 20 років нянькою. Вона була дуже релігійною і також працювала багато років волонтером в місцевій церкві.
В останні роки Форд страждала від деменції, проте станом на 2017 рік вона все ще пам'ятала вірші з Біблії. На свій 112-й день народження вона змогла прочитати 23-й псалом з цієї книги. Станом на серпень 2017 року в неї було 53 онука, 120 правнуків і 126 праправнуків. На честь святкування 114-го дня народження Гестер, мер її міста оголосив 15 серпня днем «Матері Гестер Форд».
23 листопада 2019 року, після смерті своєї співвітчизниці Алелії Мерфі Гестер Форд стала найстарішою нині живою американкою, чий вік було офіційно підтверджено.
Станом на лютий 2020 року Гестер Форд входить до списку 100 найстаріших людей в історії.